# Rena (elv)
61°13′12″N 11°29′32″Ø / 61.22000°N 11.49222°Ø
Rena er en elv som løber gennem Rendalen og Åmot kommuner kommuner i Innlandet fylke i Norge. Floden har et afvandingsområde på 3.967 km² og en længde på 165 kilometer.  Rena har sit udspring i fjeldområdet som kaldes Fonnåsfjellet, øst for Tronfjellet, og løber sammen med Glomma ved byen Rena.
Renas tilløb er to mindre elve: Tysla, som danner Tylldalen vest for Fonnåsfjellet, og Unnsetåa eller Finnstadåa, som løber mod syd helt fra Tolga kommune og videre nedover  øst for Fonnåsfjellet. Under sidste istid var Tylldalen opdæmmet af  ismasser, som på et tidspunkt brast, og store mængder vand skyllede  gennem fjeldvæggen i vest og dannede Jutulhogget. 
Tylldalen og Unsetåa løber sammen til Rena ved stedet Elvål, og 5 kilometer nedenfor dette ligger kirkestedet Øvre Rendal med byen Bergset. Efter 15 kilometer danner Rena Lomnessjøen på 255 moh., ved kirkestedet Ytre Rendalen og byen Otnes. Fra Lomnessjøen er der kun 3 kilometer videre ned til Storsjøen på 251 moh., som er en af Hedmarks største søer. Nederst i Storsjøen løber  Rena  ind i Åmot kommune.
Området langs elven er stort set dækket af nåleskov.